# Kellermühle (Ergersheim)
Kellermühle (fränkisch: Källamiel) ist ein Gemeindeteil der Gemeinde Ergersheim im Landkreis Neustadt an der Aisch-Bad Windsheim (Mittelfranken, Bayern). Kellermühle liegt in der Gemarkung Ermetzhofen.

## Lage
Die Einöde liegt an der Rannach und an einer Gemeindeverbindungsstraße, die unmittelbar nördlich in die Bundesstraße 13 mündet bzw. an der Simonsmühle vorbei nach Pfaffenhofen führt (0,9 km südöstlich).

## Geschichte
Der Ort wurde 1352 als „Wahsmutsmül“ erstmals urkundlich erwähnt. 1487 wurde sie „Holtz Mülen“ genannt, 1593 „Mitteln Müel“, 1683 erstmals „Kellermühl“. Das Bestimmungswort des ursprünglichen Ortsnamens ist Wahsmut, der Familienname des damaligen Besitzers. Der Beleg von 1487 bezieht sich auf die Baubeschaffenheit der Mühle, der Beleg von 1593 auf ihrer Lage zwischen der Obermühle und Simonsmühle. Die bis heute gebräuchliche Form lässt sich in ihrer Bedeutung nicht sicher klären. Denkbar wäre, dass die Mühle während des Dreißigjährigen Kriegs zerstört wurde und danach nur noch in den Kellerräumen bewohnbar war.
Gegen Ende des 18. Jahrhunderts gab es in Kellermühle ein Anwesen. Das Hochgericht übte das ansbachische Oberamt Uffenheim aus. Das Kasten- und Stadtvogteiamt Uffenheim war Grundherr des Anwesens. Von 1797 bis 1808 unterstand Kellermühle dem preußischen Justiz- und Kammeramt Uffenheim.
1806 kam der Ort an das Königreich Bayern. Mit dem Gemeindeedikt (frühes 19. Jahrhundert) wurde Kellermühle dem Steuerdistrikt Ermetzhofen und der Ruralgemeinde Ermetzhofen zugewiesen. Am 1. Januar 1974 wurde die Gemeinde Ermetzhofen nach Ergersheim eingegliedert.

## Einwohnerentwicklung
| Jahr      | 001818 | 001840 | 001861 | 001871 | 001885 | 001900 | 001925 | 001950 | 001961 | 001970 | 001987 |
| Einwohner | 5      | 9      | 8      | 6      | 5      | 6      | 7      | 5      | 4      | 9      | 6      |
| Häuser    | 1      | 1      |        |        | 1      | 1      | 1      | 1      | 1      |        | 1      |
| Quelle    | [ 9 ]  | [ 13 ] | [ 14 ] | [ 15 ] | [ 16 ] | [ 17 ] | [ 18 ] | [ 19 ] | [ 20 ] | [ 21 ] | [ 1 ]  |

## Religion
Der Ort ist seit der Reformation evangelisch-lutherisch geprägt und bis heute nach Heiligkreuz (Ermetzhofen) gepfarrt.